# Sverre Helgesen

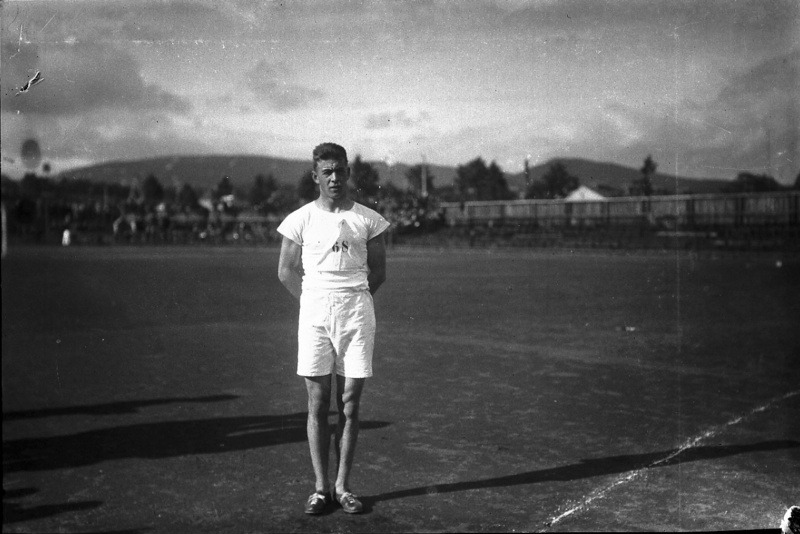
Sverre Helgesen, 1924

Sverre Helgesen (* 26. Mai 1903 in Bodø; † 4. November 1981 in Oslo) war ein norwegischer Hochspringer.
Bei den Olympischen Spielen 1924 in Paris wurde er Achter mit 1,83 m.
1926 wurde er Norwegischer Meister. Seine persönliche Bestleistung von 1,91 m stellte er am 6. September 1925 in Moss auf.